# World Series of Poker 1999
De World Series of Poker 1999 werd gehouden in de Binion's Horseshoe in Las Vegas van 23 april tot en met 10 mei. Het was de 30e editie van de World Series of Poker, het grootste pokerevenement ter wereld.

## Toernooien
| Event                                    | Winnaar             | Prijs    | Tweede           |
| ---------------------------------------- | ------------------- | -------- | ---------------- |
| $1.500 Limit Hold'em                     | Charles Brahmi      | $338.000 | John Bonetti     |
| $1.500 Seven Card Razz                   | Paul "Eskimo" Clark | $84.610  | Simon Zhang      |
| $2.500 Limit Hold'em                     | John Esposito       | $219.225 | Mimi Tran        |
| $2.500 Seven Card Stud                   | David Grey          | $199.000 | Eli Balas        |
| $2.500 Pot Limit Omaha                   | Hassan Komoei       | $173.000 | Norbert Hoelting |
| $2.500 Seven Card Stud Hi-Lo 8 or better | Ron Long            | $170.000 | Brian Nadell     |
| $2.500 No Limit Hold'em                  | Eric Holum          | $283.975 | Ted Forrest      |
| $2.500 Limit Omaha                       | Tom Franklin        | $104.000 | Erik Alps        |
| $2.500 Omaha 8 or better                 | Steve Badger        | $186.000 | Larry Anderson   |
| $3.000 Limit Hold'em                     | Josh Arieh          | $202.800 | Humberto Brenes  |
| $3.500 No Limit Hold'em                  | Mike Matusow        | $147.440 | Alex Brenes      |
| $3.000 Pot Limit Hold'em                 | Layne Flack         | $224.400 | Matt Lefkowitz   |
| $5.000 Limit Hold'em                     | Eli Balas           | $220.000 | Annie Duke       |
| $1.000 Ladies' Seven Card Stud           | Christina Pie       | $34.000  | LaVonne Joyce    |
| $1.500 Omaha 8 or better                 | Mike Wattel         | $134,865 | Ed Smith         |

## Main Event
Het Main Event was het grootste toernooi van de World Series of Poker 1999. Het is een 10.000 dollar No-Limit Texas Hold'em toernooi. De winnaar van dit toernooi wordt gezien als de officieuze wereldkampioen poker. Er deden in totaal 393 spelers mee, op dat moment het grootste pokertoernooi ooit. Dit record werd tijdens de World Series of Poker 2000 verbroken.

### Finaletafel
| Positie | Naam              | Prijs        |
| ------- | ----------------- | ------------ |
| 1       | Noel Furlong      | $1.000.000,- |
| 2       | Alan Goehring     | $768.625,-   |
| 3       | Padraig Parkinson | $489.125,-   |
| 4       | Erik Seidel       | $279.500,-   |
| 5       | Chris Bigler      | $212.420,-   |
| 6       | Huck Seed         | $167.700,-   |

### Andere hoge posities
| Positie | Naam              | Prijs     |
| ------- | ----------------- | --------- |
| 12      | Randy Holland     | $44.720,- |
| 16      | James Van Alstyne | $33.540,- |
| 19      | John Hennigan     | $27.950,- |